# Ta róża zgubiona
Ta róża zgubiona – debiutancki album studyjny polskiej piosenkarki Aldony Orłowskiej, wydany w 2002 nakładem wytwórni płytowej Polskie Nagrania „Muza”.
Muzykę do większości utworów z płyty skomponował Eugeniusz Polok, a za teksty utworów odpowiadali komponujący dla wokalistki zaprzyjaźnieni poeci, w tym między innymi Marcin Lenda, Carl la Corbiniere, Krystian Koda oraz Kazimierz Drobik.

## Lista utworów
Opracowano na podstawie materiału źródłowego.
1. „Ta róża zgubiona” – 4:42
2. „Tak wracać do domu” – 4:13
3. „Kocham cię wciąż” – 4:36
4. „Idę gdzie muzyka gra” – 4:57
5. „Kochany, słodki drań” – 4:12
6. „Po schodach do góry” – 4:25
7. „San Domingo” – 3:41
8. „Niebiański tabor” – 4:51
9. „Miłość w nas” – 3:55
10. „Granada” – 5:07
11. „Lot listu” – 3:35
12. „Found My Way” – 4:20
13. „Geschichte einer Liebe” – 5:23
14. „Es ist vorbei” – 4:34
15. „When Lovers Love” – 3:58